# Microchip emozionale
Microchip emozionale è il secondo album in studio del gruppo musicale italiano Subsonica, pubblicato il 26 agosto 1999 dalla Mescal.

## Descrizione
L'album è presente nella classifica dei 100 dischi italiani più belli di sempre secondo Rolling Stone Italia alla posizione numero 16.
Le due parole che costituiscono il titolo dell'album fanno parte del testo del brano Aurora sogna.
Nel 2019 tutte le canzoni dell'album sono state remixate e reinterpretate con delle collaborazioni, e pubblicate nel disco Microchip temporale.

## Tracce
Testi e musiche di Samuel Romano, Massimiliano Casacci e Davide Dileo, eccetto dove indicato.

### Edizione del 1999
1. Buncia – 0:06
2. Sonde – 5:41
3. Colpo di pistola – 4:44
4. Aurora sogna – 4:17
5. Lasciati – 4:39
6. Liberi tutti – 4:18
7. Strade – 5:53
8. Disco labirinto – 5:01 (testo: Marco Castoldi – musica: Samuel Romano, Massimiliano Casacci, Marco Castoldi, Davide Dileo)
9. Il mio D.J. – 4:43 (Samuel Romano, Claudio Coccoluto, Massimiliano Casacci, Davide Dileo)
10. Il cielo su Torino – 4:39
11. Depre – 5:34
12. Perfezione – 9:22 – contiene la traccia fantasma Il mio D.J. (100% Coccoluto Remix)

### Riedizione del 2000
1. Buncia – 0:06
2. Sonde – 5:41
3. Colpo di pistola – 4:44
4. Aurora sogna – 4:17
5. Lasciati – 4:39
6. Tutti i miei sbagli – 4:03
7. Liberi tutti – 4:18
8. Strade – 5:53
9. Disco labirinto – 5:01 (testo: Marco Castoldi – musica: Samuel Romano, Massimiliano Casacci, Marco Castoldi, Davide Dileo)
10. Il mio D.J. – 4:43 (Samuel Romano, Claudio Coccoluto, Massimiliano Casacci, Davide Dileo)
11. Il cielo su Torino – 4:39
12. Albe meccaniche – 5:48 (Samuel Romano, Luca Ragagnin, Massimiliano Casacci, Davide Dileo)
13. Depre – 5:34
14. Perfezione – 9:22 – contiene la traccia fantasma Il mio D.J. (100% Coccoluto Remix)

## Formazione
Gruppo
- Samuel – voce
- C-Max – chitarra, programmazione, arrangiamenti orchestrali (tracce 6 e 11)
- Boosta – tastiera, programmazione, campionatore, arrangiamenti orchestrali (traccia 6)
- Pierfunk – basso
- Enrico Matta – batteria

Altri musicisti
- Elena Gallafrio – violino (traccia 6)
- Fabio Gurian – arrangiamenti orchestrali (traccia 6)

## Classifiche
| Classifica (1999) | Posizione massima |
| ----------------- | ----------------- |
| Italia            | 14                |